# 卡拉克穆尔
卡拉克穆尔（Calakmul或Kalakmul）遗址，在今墨西哥坎佩切州境内，面积约三十平方公里。卡拉克穆尔是玛雅文明古典时期最重要的城邦之一。在玛雅的时代，她是酋邦“Kaan”（玛雅语意为“蛇”）的首都。因此卡拉克穆尔也被称为“蛇之王都”。

## 历史

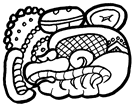
代表卡拉克穆尔的象形文字（Calacmul）

瑪雅古典期歷史以卡拉克穆尔和蒂卡尔的競爭為主，就像是兩個瑪雅「超級大國」之間的鬥爭。根據紀錄，卡拉克穆尔可能于公元411年时立国，514年出現一位非王室城邦統治者。公元六世纪之前，蒂卡尔强大，是中部玛雅地区的实际霸主。562年Sky Witness国王继位，与邻国卡拉科尔结成同盟，大败蒂卡尔，卡拉克穆尔一跃成为中部玛雅地区新的霸主。579年Uneh Chan（Scroll Serpent）国王继位，与Lakam Chak结成同盟，於599年進攻帕伦克，擊敗帕伦克女王Yohl Iknal並洗劫該城；611年年4月7日，在Uneh Chan的指示下再次洗劫帕伦克。不久以后，帕伦克在国王巴加尔二世统治下，重新强大，限制了卡拉克穆尔向西的发展。
从Tajoom Uk'ab' K'ak'王（622年至630年在位）、Yuknoom Head（630年至636年在位）到Yuknoom the Great（636年至686年在位）是卡拉克穆尔的鼎盛时期。Tajoom Uk'ab' K'ak'为王时，于公元626年两次与邻国納蘭霍交战，均获大胜，631年，Yuknoom Head在位时，再次大败納蘭霍，极尽羞辱后处死了納蘭霍的国王。七世纪起，蒂卡尔重新强大，卡拉克穆尔的霸主地位受到挑战，公元695年，被蒂卡尔的阿赫卡王打败，蒂卡尔重新成为中部玛雅地区的霸主。卡拉克穆尔政权迅速衰败，但作为一个玛雅城邦，直至九世纪至十世纪才与其他玛雅城邦一样，作为古典期崩溃的一部分，不明原因地被永远遗弃在丛林之中。

## 统治者
与同一时期的其他玛雅城邦不同，卡拉克穆尔的纪念碑基本上不使用长纪年历法，这使得今天的历史学家重构卡拉克穆尔王表时非常困难。
下面是已知的卡拉克穆尔的统治者列表，由于上述原因，这张王表是不连续不全面的。
| 名字(或綽號)            | 在位時間         |
| ----------------------- | ---------------- |
| Yuknoom Ch'een I        | 不明             |
| Tuun K'ab' Hix          | 约520年至546年   |
| Sky Witness             | 约561年至572年   |
| Yax Yopaat              | 572年至579年     |
| Scroll Serpent          | 579年至约611年   |
| Yuknoom Ti' Chan        | 约619年          |
| Tajoom Uk'ab K'ahk'     | 622年至630年     |
| Yuknoom Head            | 630年至636年     |
| Yuknoom Ch'een II       | 636年至686年     |
| Yuknoom Yich'aak K'ahk' | 686年至约695年   |
| Split Earth             | 约695年          |
| Yuknoom Took' K'awiil   | 约702年至约731年 |
| Wamaw K'awiil           | 约736年          |
| Ruler Y                 | 约741年          |
| Great Serpent           | 约751年          |
| B'olon K'awiil          | 约771年至约789年 |
| Chan Pet                | 约849年          |
| Aj Took'                | 约909年          |

## 现代历史
在诸多玛雅城市中，卡拉克穆尔是发现的较晚的城市之一。1931年，被Cyrus Lundell所記述。1982年至1994年，William Folan率队对遗迹进行了发掘。现在，墨西哥国立人类学历史学研究所正在展开一项大规模的研究计划。
2002年，卡拉克穆尔遗址被列入联合国人类文化遗产名录。2014年，附近的熱帶森林一同被列入，重新以「坎佩切州卡拉克穆爾的古玛雅城與熱帶森林保護區」名義成為自然及文化的雙重遺產。

## 注記
1. ↑  Webster 2002, pp.168-169.
2. ↑  Martin & Grube 2000, p.103.
3. ↑  Martin & Grube 2000, p.105.
4. ↑  Martin & Grube 2000, p.105, 159-160. Stuart & Stuart 2008, pp.140-141, 143.
5. ↑  Martin & Grube 2000, pp.105, 161. Stuart & Stuart 2008, p.142.
6. ↑  Martin & Grube 2000 pp.102-115. Sharer & Traxler 2006, pp.360-361.
7. ↑  Martin & Grube 2000, p.108.
8. ↑  Sharer and Traxler 2006, p.356.
9. 1 2  Sharer & Traxler 2006, p.356. Martin & Grube 2000, p.101.
10. ↑  . Instituto Nacional de Arqueología e Historia. 2013年10月7日  [2014年1月7日]. （原始内容存档于2020年9月18日）.

## 相關
- 馬雅文明
- 馬雅遺址列表